# Europaspiele 2019/Trampolinturnen
Bei den Europaspielen 2019 in Minsk, Belarus, wurden am 24. und 25. Juni 2019 insgesamt vier Wettbewerbe im Trampolinturnen ausgetragen, davon jeweils zwei für Männer und Frauen. Austragungsort war die Minsk-Arena.

## Ergebnisse

### Männer

#### Einzel
| Platz | Sportler               | Land       | Punkte |
| ----- | ---------------------- | ---------- | ------ |
| 1     | Uladsislau Hantscharou | Belarus    | 60,045 |
| 2     | Michail Melnik         | Russland   | 59,435 |
| 3     | Diogo Ganchinho        | Portugal   | 58,660 |
| 4     | Mykola Prostorow       | Ukraine    | 58,400 |
| 5     | Allan Morante          | Frankreich | 58,390 |
| 6     | Benjamin Kjær          | Dänemark   | 56,250 |

Datum: 25. Juni 2019

#### Synchron
| Platz | Sportler                           | Land          | Punkte |
| ----- | ---------------------------------- | ------------- | ------ |
| 1     | Łukasz Jaworski Artur Zakrzewski   | Polen         | 51,450 |
| 2     | Anton Dawydenko Mykola Prostorow   | Ukraine       | 51,350 |
| 3     | Allan Morante Sébastien Martiny    | Frankreich    | 50,790 |
| 4     | Diogo Abreu Diogo Ganchinho        | Portugal      | 50,720 |
| 5     | Ruslan Aghamirov Ilja Grischunin   | Aserbaidschan | 47,900 |
| 6     | Jonas Nordfors Maans Aaberg        | Schweden      | 43,000 |
| 7     | Andrei Judin Michail Melnik        | Russland      | 5,860  |
| 8     | Aleh Rabzau Uladsislau Hantscharou | Belarus       | 5,700  |

Datum: 24. Juni 2019

### Frauen

#### Einzel
| Platz | Sportlerin        | Land        | Punkte |
| ----- | ----------------- | ----------- | ------ |
| 1     | Léa Labrousse     | Frankreich  | 54,800 |
| 2     | Luba Golowina     | Georgien    | 53,990 |
| 3     | Hanna Hartschonak | Belarus     | 53,970 |
| 4     | Maryna Kyjko      | Ukraine     | 53,905 |
| 5     | Pol Romee         | Niederlande | 53,860 |
| 6     | Jana Pawlowa      | Russland    | 11,430 |

Datum: 24. Juni 2019

#### Synchron
| Platz | Sportlerinnen                          | Land        | Punkte |
| ----- | -------------------------------------- | ----------- | ------ |
| 1     | Hanna Hartschonak Maryia Makharynskaya | Belarus     | 50,230 |
| 2     | Svitlana Malkova Maryna Kyjko          | Ukraine     | 48,240 |
| 3     | Jana Pawlowa Irina Kundius             | Russland    | 48,140 |
| 4     | Léa Labrousse Marine Jurbert           | Frankreich  | 47,550 |
| 5     | Niamh Slattery Pol Romee               | Niederlande | 47,200 |
| 6     | Silvia Saiote Beatriz Martins          | Portugal    | 46,380 |
| 7     | Mariela Penewa Hristina Penewa         | Bulgarien   | 43,880 |
| 8     | Luba Golowina Teona Janjgava           | Georgien    | 37,040 |

Datum: 25. Juni 2019

## Medaillenspiegel
| Platz | Land       | Gold | Silber | Bronze | Gesamt |
| ----- | ---------- | ---- | ------ | ------ | ------ |
| 01    | Belarus    | 2    | —      | 1      | 3      |
| 02    | Frankreich | 1    | —      | 1      | 2      |
| 03    | Polen      | 1    | —      | —      | 1      |
| 04    | Ukraine    | —    | 2      | —      | 2      |
| 05    | Russland   | —    | 1      | 1      | 2      |
| 06    | Georgien   | —    | 1      | —      | 1      |
| 07    | Portugal   | —    | —      | 1      | 1      |